# زين بنبول 2
زين بنبول 2 (بالإنجليزية: Zen Pinball 2)‏ ، هي الجزء الثاني من سلسلة زين بنبول ، أنتجت سنة 2012م.